# Campaea
Campaea är ett släkte av fjärilar som beskrevs av Jean-Baptiste Lamarck 1816. Campaea ingår i familjen mätare.

## Bildgalleri

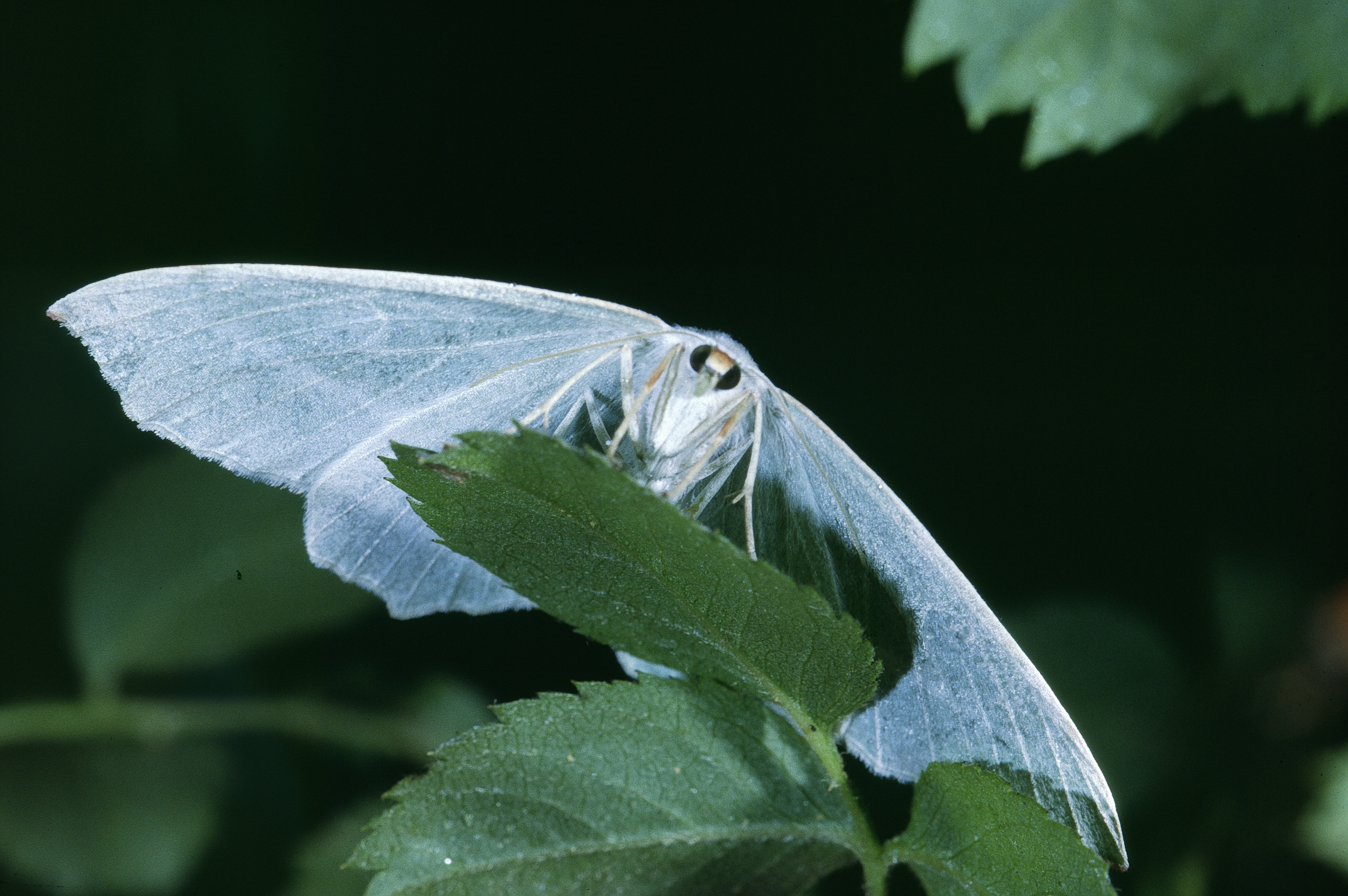
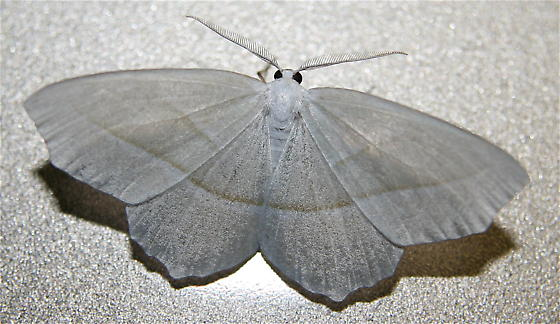

## Dottertaxa tillCampaea, i alfabetisk ordning[1][2]
- Campaea adsociaria
- Campaea approximata
- Campaea biseriata
- Campaea bupleuraria
- Campaea clausa
- Campaea decoraria
- Campaea dehaliaria
- Campaea dulcinaria
- Campaea excisaria
- Campaea haliaria
- Campaea honoraria
- Campaea honorifica
- Campaea ilicaria
- Campaea margaritaria
- Campaea margaritata
- Campaea olivata
- Campaea parallela
- Campaea perlaria
- Campaea perlata
- Campaea pictarorum
- Campaea praegrandaria
- Campaea reisseri
- Campaea rubrociliata
- Campaea sesquistriataria
- Campaea similaria
- Campaea triangularis
- Campaea vernaria
- Campaea virescens
- Campaea viridoperlata
- Campaea vitriolata
- Campaea zawiszae